# Sjuårskrisen
Sjuårskrisen är en psykologisk term som innebär att lyckan i en parrelation eller äktenskap i genomsnitt minskar efter ungefär sju år.